# نيل شيهان
نيل شيهان (بالإنجليزية: Neil Sheehan)‏ هو صحفي ومراسل عسكري أمريكي، ولد في 27 أكتوبر 1936 في هوليوك في الولايات المتحدة.

## وصلات خارجية
- نيل شيهان على موقع IMDb (الإنجليزية)
- نيل شيهان على موقع إن إن دي بي (الإنجليزية)